# Phyteuma hemisphaericum
Phyteuma hemisphaericum är en klockväxtart som beskrevs av Carl von Linné. Phyteuma hemisphaericum ingår i släktet rapunkler, och familjen klockväxter. Inga underarter finns listade i Catalogue of Life.

## Bildgalleri

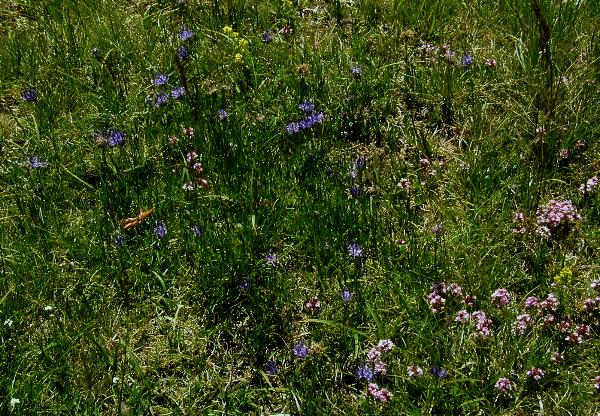
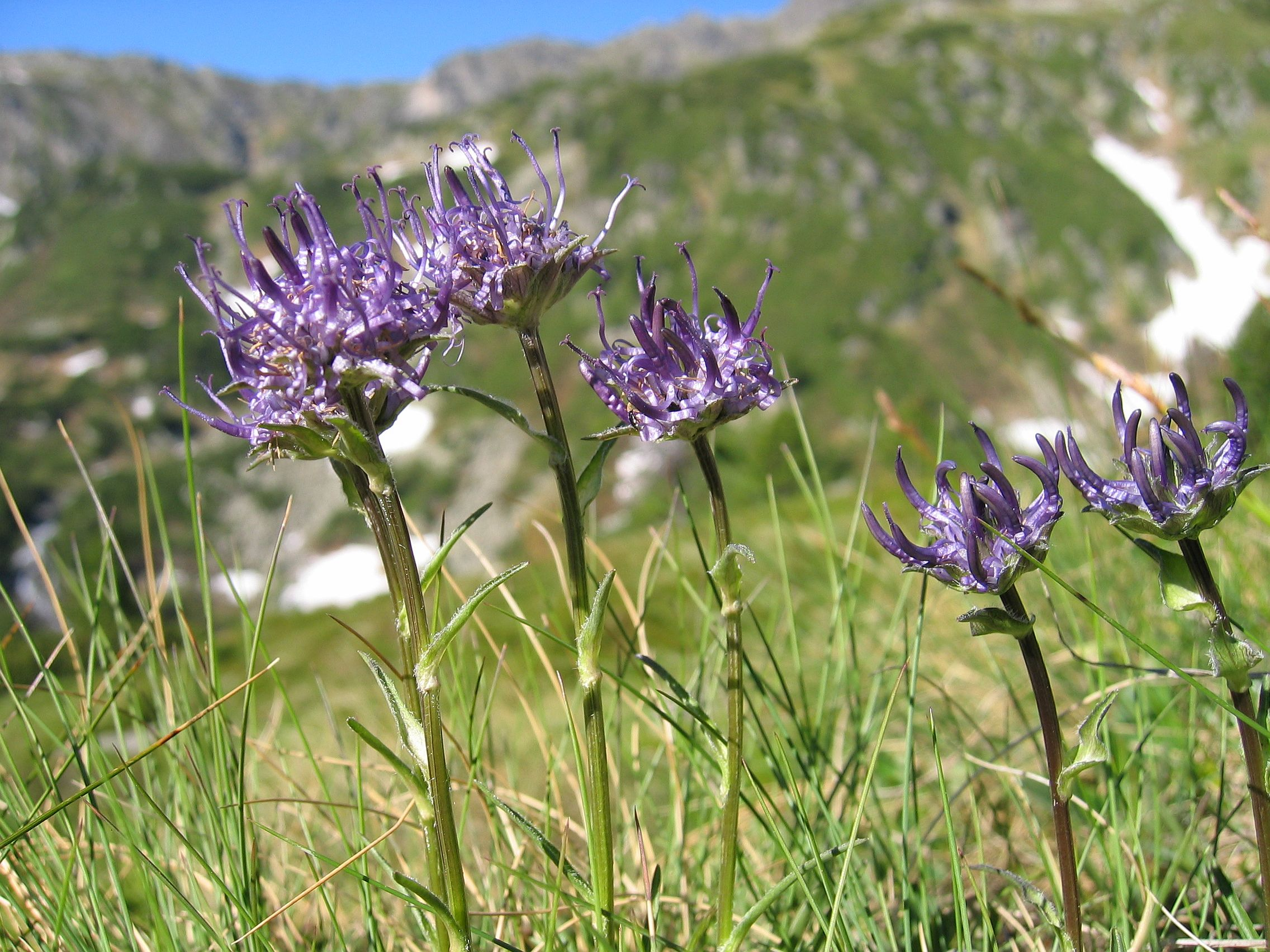
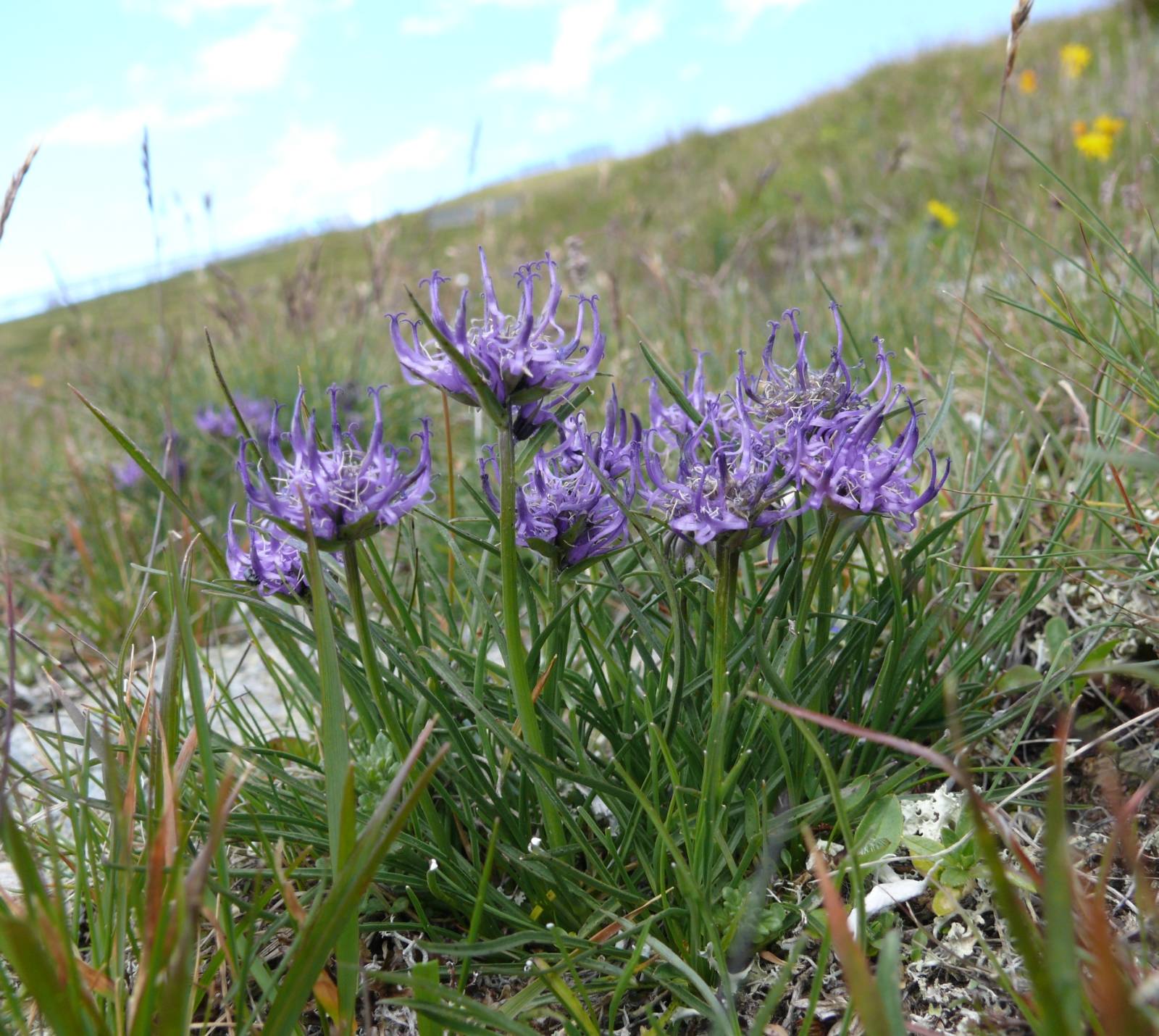
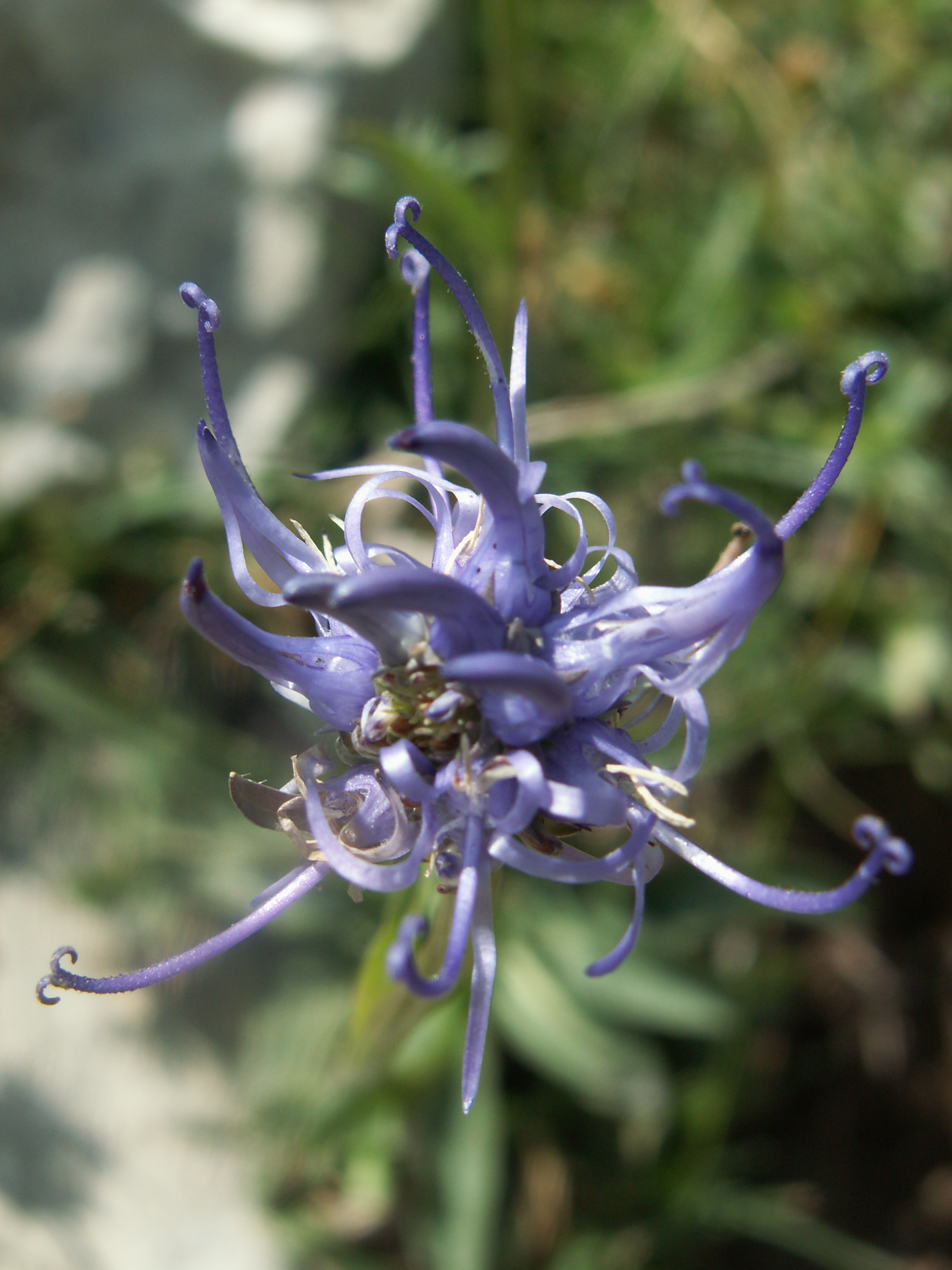
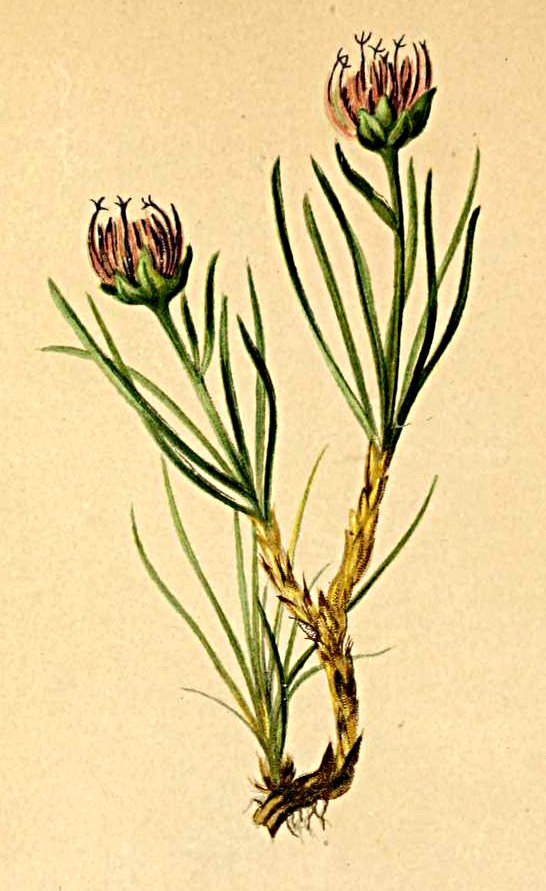
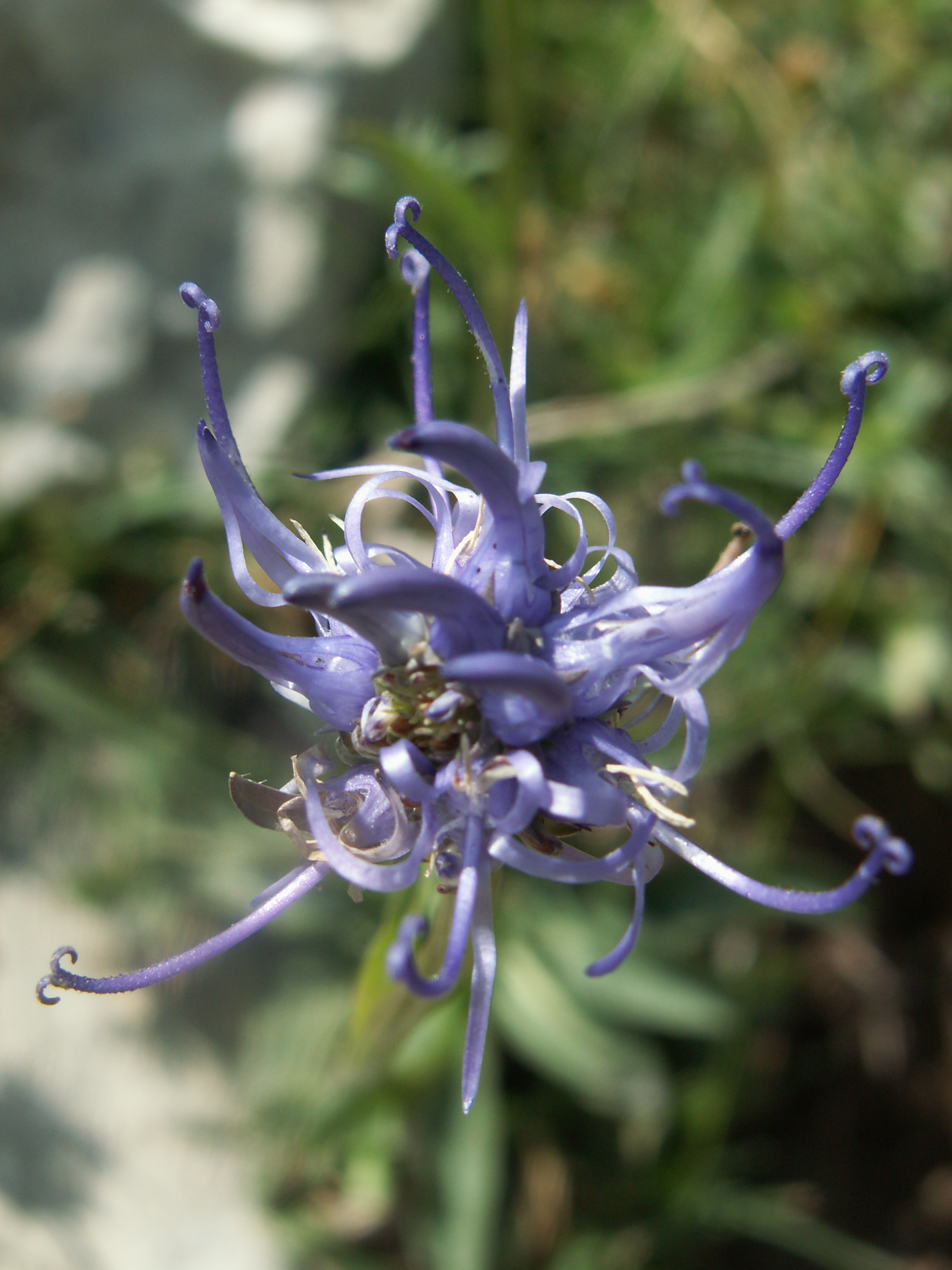